# Ганек, Михал
Миха́л Га́нек (словац. Michal Hanek; род. 18 сентября 1980, Тренчин, Западно-Словацкий край) — словацкий футболист, защитник клуба «Дружстевник» из села Бела-Дулице. Ранее выступал за сборную Словакии.

## Карьера

### В клубах
В начале карьеры Михал играл в молодёжных командах «Тренчина» и «Нитры». С 1998 по 2002 Ганек выступал за «Дубницу», провёл в её составе 102 матча и забил 3 мяча. В январе 2003 года Михал подписал контракт с московским «Динамо». В чемпионате России он дебютировал 16 марта в 1-м туре против «Спартака-Алании». Всего в первом сезоне Михал сыграл 22 матча, забив 2 гола. В Кубке России 2003/04 Ганек провёл 3 матча и однажды отметился голом. В следующих сезонах 2004 и 2005 футболист сыграл 16 и 8 матчей соответственно. После двух лет в «Динамо» Ганек покинул команду и перешёл в пражскую «Спарту». Однако за этот клуб он провёл лишь два матча и после окончания сезона вернулся на родину, в клуб «Слован» из Братиславы. В последнем сезоне Михал стал чемпионом Словакии и летом 2009 года перешёл в «Татран». Затем Ганек уехал в Польшу, играл за «Полонию» из Бытома, и любинский «Заглембе». В начале 2012 года перешёл в австрийский «Капфенберг», а полгода спустя — в венгерский «Диошдьёр». В сезоне 2014/15 играл в клубе третьей словацкой лиги «Фомат» из Мартина, в следующем сезоне — уровнем ниже, в клубе «Дружстевник» из села Бела-Дулице.

### В сборной
За национальную сборную Словакии Михал Ганек в период с 2002 по 2005 год провёл 14 матчей.

## Достижения
«Спарта»
- Обладатель Кубка Чехии: 2005/06

«Слован» Братислава
- Чемпион Словакии: 2008/09